# Pika de Daourie
Ochotona dauurica
Espèce
Répartition géographique
Statut de conservation UICN

 LC  : Préoccupation mineure
Le pika de Daourie (Ochotona dauurica) est une espèce de la famille des Ochotonidae. C'est un pika, petit mammifère lagomorphe.

## Liste des sous-espèces
Selon Mammal Species of the World (version 3, 2005)  (20 juin 2010) :
- sous-espèce Ochotona dauurica annectens
- sous-espèce Ochotona dauurica bedfordi
- sous-espèce Ochotona dauurica dauurica
- sous-espèce Ochotona dauurica mursaevi

Selon NCBI (20 juin 2010) :
- sous-espèce Ochotona dauurica bedfordi
- sous-espèce Ochotona dauurica dauurica